# Ильин, Евгений Ильич
Евгений Ильич Ильин (настоящая фамилия Ройтман; 18 октября 1922, Москва — 1 декабря 1987, там же) — советский поэт, шахматный литератор. Автор популярных шахматных книг для детей, неоднократно переиздававшихся в СССР и за рубежом. Мастер шахматной эпиграммы и миниатюры. Выступал в шахматной периодичной печати как журналист и обозреватель.
Похоронен на 26-м участке Преображенского кладбища в Москве.

## Книги
- Ваш ход, М., 1966;
- Золотая нога, М., 1966;
- Приключение пешки, М., 1974;
- Знаменитые кольца, М., 1978;
- Шахматная азбука, или первые шаги по шахматной доске, М., 1980 (в соавторстве с В. Гришиным);
- Ильин, Е.И. Доброе оружие / Евгений Ильин; рис. В. Карасёва.- М.: Физкультура и спорт, 1980. - 22 с.: ил.
- Гамбит Пегаса, М., 1981;
- В стране деревянных королей, М., 1985.